# Gil Kenan
Gil Kenan, född 16 oktober 1976 i London, är en brittisk-amerikansk filmregissör, filmproducent, manusförfattare och animatör. Han är mest känd för att vara regissören bakom de tre filmerna Monster House, City of Ember och Poltergeist. Han ligger också bakom manuset till filmen Ghostbusters: Afterlife från 2021.
Kenan föddes i London till en judisk familj, som emigrerade till israeliska Tel Aviv, när han var tre år gammal. Familjen skulle senare, när Kenan var åtta år gammal, flytta till USA, där de valde att bosätta sig i Los Angeles-stadsdelen Reseda.
Kenan har tidigare studerat på filmprogrammet på University of California, Los Angeles, där han tog en masterexamen i animering år 2002.

## Filmografi (i urval)

### Film
- 2006 – Monster House (regissör)
- 2008 – City of Ember (regissör)
- 2015 – Poltergeist (regissör)
- 2021 – Ghostbusters: Afterlife (manusförfattare och exekutiv producent)
- 2021 – Jakten på julen (regissör och manusförfattare)
- 2024 – Ghostbusters: Frozen City (regissör och manusförfattare)
- 2024 – Saturday Night (manus och produktion)

### TV
- 2016 – Scream (TV-serie) (regissör)